# Roland Lemoine
Roland Lemoine (Morlanwelz, 20 april 1942) is een voormalig Belgisch volksvertegenwoordiger.

## Levensloop
Lemoine sloot aan bij de Rode Valken in 1948 en stichtte in 1958 een afdeling in Piéton, waar hij tot in 1962 verantwoordelijk voor bleef. Hij leidde heel wat socialistische vakantiekolonies.
Hij haalde zijn diploma aan de normaalschool van Morlanwelz in 1961. Hij was van 1961 tot 1966 onderwijzer aan de gemeenteschool van Carnières en werd vervolgens van 1966 tot 2004 leraar lekenmoraal in het gemeentelijk lager onderwijs van Charleroi.
Lid van de Jongsocialisten in de normaalschool, werd hij midden de jaren 1960 actief in de socialistische afdeling van Trazegnies. Hij werd van 1972 tot 1977 lid van het federaal comité van de Jongsocialisten in Charleroi en was van 1975 tot 1977 vicevoorzitter van de Federatie van Jongsocialisten. Hij werd in 1972 lid van het bestuur van de federatie Charleroi van de PSB en bleef dit tot in 2007.
Van 1971 tot 1976 was gemeenteraadslid van Trazegnies en na de fusie met Courcelles was hij daar van 1977 tot 2012 gemeenteraadslid. Hij was er van 1983 tot 1988 schepen van Openbare Werken, van 1992 tot 1994 schepen van Milieu en Sport, van 2001 tot 2006 schepen van Huisvesting, Sport, Eigendommen, Toerisme en Cultuur en van 2006 tot 2012 schepen van Huisvesting, Sport, Eigendommen, Toerisme en Cultuur.
Ook was hij verschillende malen kabinetsmedewerker. In 1980 enkele maanden bij minister van Nationale Opvoeding Jacques Hoyaux, van 1980 tot 1981 bij minister van Nationale Opvoeding Philippe Busquin, van 1982 tot 1984 opnieuw bij Philippe Busquin toen die minister van Onderwijs was in de Waalse Regering, van februari tot mei 1988 bij minister-president van het Waals Gewest Guy Coëme, van mei 1988 tot januari 1989 bij Waals minister André Cools, van januari 1989 tot juli 1995 bij Waals minister André Baudson, van juli 1995 tot juli 1999 bij Waals minister Willy Taminiaux en van september 1999 tot juli 2004 bij Françoise Dupuis, minister in de Franse Gemeenschapsregering.
In 1984 werd hij lid van de Kamer van volksvertegenwoordigers voor het arrondissement Charleroi, in opvolging van Ernest Glinne, die in het Europees Parlement was verkozen. Hij vervulde dit mandaat tot in oktober 1985, tegelijk ook lid zijnde van de Waalse Gewestraad en de Raad van de Franse Gemeenschap.